# Eliezer Sherbatov
Eliezer „Eli” Sherbatov, ros. Элиезер Алексеевич Щербатов – Elijezijer Aleksiejewicz Szczerbatow (ur. 9 października 1991 w Rechowot) – izraelski hokeista pochodzenia rosyjskiego. Reprezentant Izraela.

## Kariera
- HC Metula (2004-2008)
- Laval-Bourassa Rousseau (2008-2009)
- Montreal Juniors (2009-2010)
- Baie-Comeau Drakkar (2010-2011)
- Neuilly-sur-Marne (2011-2013)
  -  Français Volants Paris U22 (2013)
- HK Astana (2013-2014)
- Bejbarys Atyrau (2015-2017)
- Slovan Bratysława (2017-2018)
- Berlin BlackJacks (2018)
- HK Kurbads (2018)
- Arłan Kokczetaw (2018-2019)
- HC Košice (2019)
- Jertys Pawłodar (2019-2020)
- Re-Plast Unia Oświęcim (2020-2021)
- HK Mariupol (2021-2022)
- Jerusalem Capitals (2022)
- Jonquière Marquis (2022-)

Występował w lidze izraelskiej. Od 2008 do 2011 grał w Kanadzie, gdzie był zawodnikiem w ligach QMAAA oraz dwa sezony w lidze QMJHL w strukturze CHL. Od września 2012 przez dwa sezony zawodnik we francuskich rozgrywkach Ligue Magnus. Od czerwca 2013 zawodnik HK Astana w lidze kazachskiej. Od lipca 2014 hokeista Bejbarysu Atyrau w tych samych rozgrywkach. W sierpniu 2015 przedłużył kontrakt. Od sierpnia 2017 zawodnik Slovana Bratysława. W październiku 2018 został zawodnikiem amerykańskiego klubu Berlin BlackJacks w lidze LNAH. W listopadzie 2018 przeszedł do łotewskiego klubu HK Kurbads. W grudniu 2018 przeszedł do Arłanu Kokczetaw. Pod koniec stycznia 2019 przeszedł do słowackiego zespołu HC Košice, skąd odszedł w maju 2019. W październiku 2019 został zawodnikiem Jertysu Pawłodar, z którego odszedł w czerwcu 2020 z zamiarem podjęcia gry w Polsce. W czerwcu 2020 został zawodnikiem Unii Oświęcim. Po transferze Sherbatova do klubu z Oświęcimia swoje niezadowolenie wyraził publicznie rabin ze Stanów Zjednoczonych, Elchanan Poupko, który napisał m.in. Dla Żyda grać w drużynie Auschwitz jest zdradą narodu żydowskiego i haniebnym ciosem dla milionów (...) Każdy żyjący dziś w tym mieście jest winny (...) Jest wiele innych drużyn, znajdź inną, po czym sam zawodnik odpowiedział mu podchodząc pozytywnie do całej sprawy, a po jego stronie stanęli: klub Unii Oświęcim, miasto Oświęcim, a także Stowarzyszenie Zawodników Hokeja na Lodzie i Państwowe Muzeum Auschwitz-Birkenau w Oświęcimiu (po interwencji naczelnego rabina Polski, Michaela Schudricha, następnie Poupko przeprosił za swoje słowa). Po sezonie 2020/2021 w marcu 2021 ogłoszono odejście Sherbatova z zespołu Unii. W lipcu 2021 został zaangażowany przez ukraiński HK Mariupol. Po inwazja Rosji na Ukrainę z 24 lutego 2022 był czasowo uwięziony w niebezpiecznej strefie w Mariupolu, po czym zdołał się wydostać. Jeszcze w listopadzie 2021 ogłoszono, że latem będzie występował w mistrzostwach Izraela w barwach Jerusalem Capitals. W sierpniu 2022 ogłoszono jego transfer do Jonquière Marquis w kanadyjskiej lidze LNAH.
Został reprezentantem Izraela. Uczestniczył w turniejach mistrzostw świata juniorów do lat 18 w 2005 (Dywizja III, w wieku 14 lat), 2006 (Dywizja III), 2008 (Dywizja III). W kadrze seniorskiej uczestniczył w turniejach 2010 (Dywizja II), 2011 (Dywizja III), 2012 (Dywizja IIB), 2014 (Dywizja IIA), 2019, 2022 (Dywizja IIA).

## Sukcesy i wyróżnienia
Reprezentacyjne
- Awans do Dywizji II MŚ do lat 18: 2006
- Awans do Dywizji II MŚ: 2011
- Awans do Dywizji I Grupy B MŚ: 2019

Klubowe
- Mistrzostwo Midget AAA Quebec Champion: 2009 z Laval-Bourassa Rousseau
- Złoty medal mistrzostw Kazachstanu: 2016 z Bejbarysem Atyrau
- Finał Pucharu Polski: 2021 z Unią Oświęcim

Indywidualne
- Mistrzostwa Europy juniorów do lat 18 w hokeju na lodzie 2006/III Dywizja:
  - Siódme miejsce w klasyfikacji strzelców turnieju: 6 goli[20]
  - Piąte miejsce w klasyfikacji asystentów turnieju: 8 asyst[21]
  - Piąte miejsce w klasyfikacji kanadyjskiej turnieju: 14 punktów[22]
- Mistrzostwa Świata w Hokeju na Lodzie 2011/III Dywizja:
  - Pierwsze miejsce w klasyfikacji strzelców turnieju: 14 goli[23]
  - Pierwsze miejsce w klasyfikacji asystentów turnieju: 12 asyst[24]
  - Pierwsze miejsce w klasyfikacji kanadyjskiej turnieju: 26 punktów[25]
  - Pierwsze miejsce w klasyfikacji +/- turnieju: +22[26]
  - Najlepszy napastnik turnieju[27]
- Mistrzostwa Świata w Hokeju na Lodzie 2012/II Dywizja#Grupa B:
  - Trzecie miejsce w klasyfikacji strzelców turnieju: 9 goli[28]
  - Czwarte miejsce w klasyfikacji kanadyjskiej turnieju: 14 punktów[29]
  - Najlepszy zawodnik reprezentacji na turnieju[30]
- Mistrzostwa Świata w Hokeju na Lodzie 2014/II Dywizja#Grupa A:
  - Piąte miejsce w klasyfikacji strzelców turnieju: 6 goli[31]
  - Ósme miejsce w klasyfikacji kanadyjskiej turnieju: 9 punktów[32]
- Mistrzostwa Świata w Hokeju na Lodzie 2019/II Dywizja#Grupa A:
  - Pierwsze miejsce w klasyfikacji strzelców turnieju: 7 goli[33]
  - Drugie miejsce w klasyfikacji asystentów turnieju: 8 asyst[34]
  - Pierwsze miejsce w klasyfikacji kanadyjskiej turnieju: 15 punktów[35]
  - Pierwsze miejsce w klasyfikacji +/- turnieju: +13[36]
  - Piąte miejsce w klasyfikacji skuteczności wygrywanych wznowień: 58,06%[37]
  - Najlepszy zawodnik reprezentacji w turnieju
  - Najlepszy napastnik turnieju[38]
- Kazachska Wysszaja Liga w hokeju na lodzie (2019/2020):
  - Drugie miejsce w klasyfikacji strzelców w sezonie zasadniczym: 30 goli[39]
  - Drugie miejsce w klasyfikacji kanadyjskiej w sezonie zasadniczym: 55 punktów[40]